# Ik heb genoeg van jou
Ik heb genoeg van jou is een lied van de Nederlandse beatband ZZ en de Maskers. Het nummer is geschreven door de zanger van de band Bob Bouber. Bouber kwam aan met een tangoachtig lied. De rest van de band vond dat niet passen binnen de toenmalige populaire muziek en paste het nummer langzaam aan tot de definitieve versie. De bekendheid van het lied is niet te danken aan een uitgave per A-kant van een single. Het kwam de wereld in als B-kant van Shake hands, een cover van een Duitse schlager. De B-kant werd in Nederland echter veel bekender. Ik heb genoeg van jou was na uitgifte goed voor 30.000 exemplaren, alhoewel dit niet goed bijgehouden werd, aldus Jan de Hont in terugblik. Swaab was zowel producent als manager van de band en Artone gaf aan de band nooit aan hoeveel platen ze verkocht hadden, inclusief exemplaren in het buitenland.
De opnamen voor dit lied vonden plaats in het Bavohuis in Amsterdam. Lion Swaab trad op als muziekproducent, Luc Ludolph was geluidstechnicus, De band bestond uit Bob Bouber, Jan de Hont (gitaar), Jaap de Groot (slaggitaar), Hans de Hont (basgitaar), Alewijn Dekker (drumstel) en Ador Otting (orgel).

## Hitnoteringen

### Nederlandse Top 40
| "Ik heb genoeg van jou" in de Nederlandse Top 40 binnen: 02-01-1965 | "Ik heb genoeg van jou" in de Nederlandse Top 40 binnen: 02-01-1965 | "Ik heb genoeg van jou" in de Nederlandse Top 40 binnen: 02-01-1965 | "Ik heb genoeg van jou" in de Nederlandse Top 40 binnen: 02-01-1965 | "Ik heb genoeg van jou" in de Nederlandse Top 40 binnen: 02-01-1965 | "Ik heb genoeg van jou" in de Nederlandse Top 40 binnen: 02-01-1965 | "Ik heb genoeg van jou" in de Nederlandse Top 40 binnen: 02-01-1965 | "Ik heb genoeg van jou" in de Nederlandse Top 40 binnen: 02-01-1965 |
| Week                                                                | 1                                                                   | 2                                                                   | 3                                                                   | 4                                                                   | 5                                                                   | 6                                                                   |                                                                     |
| ------------------------------------------------------------------- | ------------------------------------------------------------------- | ------------------------------------------------------------------- | ------------------------------------------------------------------- | ------------------------------------------------------------------- | ------------------------------------------------------------------- | ------------------------------------------------------------------- | ------------------------------------------------------------------- |
| Nummer                                                              | 32                                                                  | 20                                                                  | 29                                                                  | 31                                                                  | 30                                                                  | 34                                                                  | uit                                                                 |

### NPO Radio 2 Top 2000
| Nummer met noteringen in de NPO Radio 2 Top 2000 | '99  | '00 | '01  | '02  | '03  | '04  | '05  | '06  | '07  | '08  |
| ------------------------------------------------ | ---- | --- | ---- | ---- | ---- | ---- | ---- | ---- | ---- | ---- |
| Ik heb genoeg van jou                            | 1241 | -   | 1393 | 1546 | 1242 | 1231 | 1102 | 1432 | 1205 | 1276 |

1. ↑  Een '-' betekent dat het nummer niet was genoteerd en een vetgedrukt getal geeft de hoogste notering aan.
2. ↑  Deze tabel is bijgewerkt tot en met de laatste editie (2024).